# Noms akan
Les Akan du Ghana et de la Côte d'Ivoire nomment souvent leurs enfants selon le jour de la semaine où ils sont nés et l'ordre dans lequel ils sont nés. Ces "noms de jour" ont d'autres significations liées à l'âme et au caractère de la  personne qui les portent. Les seconds prénoms sont beaucoup plus variés et peuvent faire référence à l'ordre de naissance, au statut de jumeau ou au second prénom d'un ancêtre.

## Contexte
Cette tradition d'appellation est partagée par toute l'Afrique de l'Ouest et la diaspora africaine. Aux 18e et 19e siècles, les esclaves des Caraïbes originaires du Ghana étaient appelés Coromantees . De nombreux chefs de rébellions d'esclaves portaient des "noms de jour", notamment Cuffy, Cuffee ou Kofi, Cudjoe ou Kojo, Quao ou Quaw et Quamina ou Kwame/Kwamina. La plupart des Ghanéens portent au moins un nom issu de ce système, même s'ils portent également un nom anglais ou chrétien. Le premier président du Ghana, Kwame Nkrumah, et l'ancien secrétaire général des Nations unies, Kofi Annan, figurent parmi les personnalités qui portent un nom de jour.

### Variantes orthographiques
Dans l'orthographe officielle de la langue twi, les versions Ashanti de ces noms, telles qu'elles sont parlées à Kumasi, sont les suivantes (cf tableau ci dessous ). Les diacritiques sur "á", "a̍" , "à" représentent le ton aiguë, moyen et grave (le ton n'a pas besoin d'être marqué sur chaque voyelle), tandis que le diacritique sur "a̩" est utilisé pour l'harmonie des voyelles et peut être ignoré (les diacritiques sont fréquemment abandonnés de toute façon). Des variantes des noms sont utilisées dans d'autres langues ou peuvent représenter différents schémas de translittération. Les variantes consistent principalement en des affixes différents. En Ashanti, on utilise  "kwa" ou "ko"  pour les hommes et "a plus -a" ou "wa" pour les femmes. Par exemple, chez les Fante, les préfixes sont kwe-, kwa ou ko pour les hommes et e-, respectivement. Dwo  chez les Akan ou "ko" (Fante) se prononce à peu près comme Joe  en anglais . Il semble qu'il y ait deux séries de noms pour les personnes nées le lundi.

## Noms des jours
| Jour de naissance  | Fanté        | Fanté       | Variantes                                                                                          | Variantes                                                                | Racine | Assoc.       | Prénoms jamaïcains / Fante        |
| Jour de naissance  | Nom masculin | Nom féminin | | Ndyuka                                                                   | Racine | Assoc.       | Prénoms jamaïcains / Fante        |
| ------------------ | ------------ | ----------- | -------------------------------------------------------------------------------------------------- | ------------------------------------------------------------------------ | ------ | ------------ | --------------------------------- |
| Dimanche (Kwesida) | Kwesi        | Akosua, Esi | Awusi, Asi, Esi, Kwasi, Siisi, Akwasi, Kosi ; Kossia Akasi, Akosi, Akosiwa, Kwasiba Akassi, Akissi | Kwasi, Kwasiba                                                           | Asi    | Univers      | Quashie, Quasheba                 |
| Lundi (Jowda)      | Kojo         | Adwoa       | Kodjó, Kojo, Kwadwo, Jojo, Cudjoe ; Adjua, Ajwoba, Adwoba, Adjoa, Adjowa, Adja, Adjoua             | Kodyo, Adyuba                                                            | Dwo    | Paix         | Cudjoe, Quajo, Adjoa, Ajuba, Juba |
| Mardi (Bénada)     | Kwabena, Ebo | Abéna       | Komlá, Komlã, Komlan, Kabenla, Kobby, Ebo, Kobi, Kobina ; Ablá, Ablã, Abenaa, Araba, Abrema        | Abéni                                                                    | Bene   | Océan        | Quabena, Abena, Bena              |
| Mercredi (Wukuda)  | Kweku, Yooku | Akua        | Kukuuwa                                                                                            | Koku, Kokou, Kwaku, Abeiku, Kaku, Kuuku, Kwaku ; Akuba, Akú, Ekua, Akuba | Wukuo  | Araignée     | Quaco, Aqua, Acooba, Cooba        |
| Jeudi (Yahwada)    | Yaw          | Ya          | Yao, Yawo, Yawu, Yawa, Ayawa, Kwaw, Ekow, Kow ; Yaa, Yaaba, Yaba, Aaba, Abina                      | Yaw, Yaba                                                                | Ya     | Terre        | Quaw, Quao, Aba, Yaaba            |
| Vendredi (Fida)    | Kofi         | Afua        | Fiifi, Yoofi; Afí, Afua, Afiba, Afia, Efua, Efe                                                    | Kofi, Afiba                                                              | Afi    | La fertilité | Cuffy, Cuffee, Afiba, Fiba        |
| Samedi (Méménéda)  | Kwamé        | Amba, Ama   | Kwami, Kuw-ame, Kw-ame, Kw-amina, Komi ; Ame, Ami, Amba, Ameyo                                     | Kwami, Amba                                                              | Amène  | Dieu         | Quame, Quamina, Ama               |

## Cérémonie de nomination des jumeaux chez les Akan
Il existe également des noms spéciaux pour les jumeaux selon l'ordre de naissance.
Le mot "Panyin" signifie plus âgé. "Kakra" est l'abréviation de Kakraba qui signifie petit ou plus jeune. La définition ci-dessous pour la signification de plus jeune et d'aîné est inversée ou vice versa.
| Jumeaux                                | Nom masculin | Nom féminin    | Variantes    |
| -------------------------------------- | ------------ | -------------- | ------------ |
| Jumeaux                                | À            | Ataá           | Atta, Attawa |
| Premier-né (« jumeau le plus jeune » ) | Ata Panyin   | Ataá Panyin    | Panyin       |
| Deuxième né (jumeau "aîné")            | Ata Kakra    | Kakra, Kakraba |              |
| Né après des jumeaux                   | Tawia, Tehua | Tawia, Tehua   |              |
| Né après Tawia                         | Gaddo        | Nyankómàgó     |              |

## Noms d'ordre de naissance
Il existe également des noms basés sur l'ordre de naissance, l'ordre né après des jumeaux et l'ordre né après un remariage.
| Ordre          | Nom masculin  | Nom féminin    |
| -------------- | ------------- | -------------- |
| Premier né     | Pièsie        | Pièsie         |
| Deuxième né    | Mǎnu          | Máanu          |
| Troisième né   | Meńsã́         | Mansã          |
| Quatrième né   | Anan, Anané   | Anan, Anané    |
| Cinquième né   | Núm, Anúm     | Núm, Anúm      |
| Sixième né     | Esĩã́          | Esĩã́           |
| Septième né    | Esuón         | Nsṍwaa         |
| Huitième né    | Bótwe         | Bótwe          |
| Neuvième né    | Ákron, Nkróma | Nkróma Nkrũmãh |
| Dixième né     | Badú          | Badúwaa        |
| Onzième né     | Dukũ          | Dukũ           |
| Douzième né    | Dúnu          | Dúnu           |
| Treizième né   | Adusa         | Adusa          |
| Quatorzième né | Agyeman       | Agyeman        |
| Dernier né     | Kaakyire      | Kaakyire       |

## Naissances spéciales
Les enfants reçoivent également des noms lorsqu'ils sont nés dans des circonstances particulières.
| Circonstance                         | Nom masculin/féminin | Traduction                                            |
| ------------------------------------ | -------------------- | ----------------------------------------------------- |
| Au champ                             | Éfum                 | "Le champ"                                            |
| sur la route                         | Ɔkwán                | "La route"                                            |
| en guerre                            | Bekṍe, Bedíàkṍ       | "temps de guerre"                                     |
| circonstances heureuses              | Afriyie/Afiríyie     | "bonne année"                                         |
| celui qui aime                       | Adofo                | "le spécial de Dieu, guerrier"                        |
| L'excellent                          | Agyenim              | "le grand de Dieu"                                    |
| Après une longue période sans enfant | Nyamekyε             | "don de Dieu"                                         |
| Prématuré ou malade                  | Nyaméama             | "ce que Dieu a donné (aucun homme ne peut l'enlever)" |
| Energique                            | Kumi                 | "puissance"                                           |
| Après la mort du père                | Antó                 | "ça ne l'a pas rencontré"                             |
| le père refuse ses responsabilités   | Obímpέ               | "personne ne veut"                                    |
| le père refuse ses responsabilités   | Yεmpέw               | "nous ne voulons pas de toi"                          |

## Noms de famille
Les prénoms des Ashanti se terminent par un nom de famille précédé d'un prénom. Le nom de famille  porte toujours le nom de parents proches et parfois d'amis. Le nom de famille est toujours donné en fonction des parents biologiques, des proches et parfois des amis ,. Étant donné que les noms Ashanti sont toujours donnés par les hommes, si un couple reçoit un fils comme premier-né, le fils porte le nom du père du mari et si le bébé est une fille, il portera le nom de la mère du mari . En conséquence, si l'homme s'appelle Osei Kofi et que sa femme donne naissance à une fille comme premier-né, la fille peut s'appeler Yaa Dufie même si elle n'est pas née vendredi. La raison en est que la mère du mari ( Osei Kofi ) s'appelle Yaa Dufie ,. Le peuple Ashanti donne généralement ces noms afin que les noms des parents proches soient conservés dans les familles pour montrer leur amour pour leur famille. Autrefois, il était honteux pour un homme ashanti de ne pas pouvoir donner à son enfant le nom de son père et/ou de sa mère, car c'était la fierté de chaque foyer ashanti. La plupart des noms de famille donnés aux garçons peuvent également être donnés aux filles en ajoutant simplement les lettres "aa". Certains noms de famille ashanti peuvent être donnés à la fois aux garçons et aux filles sans rien changer ni ajouter. Toutefois, d'autres noms de famille sont exclusivement masculins, tandis que d'autres sont exclusivement féminins.
|          |             | Les Noms de famille chez les Ashanti | Les Noms de famille chez les Ashanti |            |            | Les Noms de famille chez les Ashanti | Les Noms de famille chez les Ashanti | Les Noms de famille chez les Ashanti | Les Noms de famille chez les Ashanti |             | # | Les Noms de famille chez les Ashanti | Les Noms de famille chez les Ashanti |  |
| 1        | Abeberese   | Abeberese                            | 84                                   | Baafi      | Baafi      | Baafi                                | Baafi                                | 168                                  | Mensah                               | Mensah      |   |                                      |                                      |  |
| 2\|Marfo | Abeyie      | Abeyie                               | 85                                   | Baah       | Baah       | Baah                                 | Baah                                 | 169                                  | Mintah                               | Mintah      |   |                                      |                                      |  |
| 3        | Aboagye     | Aboagye                              | 86                                   | Bafuor     | Bafuor     | Bafuor                               | Bafuor                               | 170                                  | Misa                                 | Misa        |   |                                      |                                      |  |
| 4        | Aboah       | Aboah                                | 87                                   | Baffoe     | Baffoe     | Baffoe                               | Baffoe                               | 171                                  | Mmorosa                              | Mmorosa     |   |                                      |                                      |  |
| 5        | Aborah      | Aborah                               | 88                                   | Baako      | Baako      | Baako                                | Baako                                | 172                                  | Mpong                                | Mpong       |   |                                      |                                      |  |
| 6        | Aborampah   | Aborampah                            | 89                                   | Baidoo     | Baidoo     | Baidoo                               | Baidoo                               | 173                                  | Munuo                                | Munuo       |   |                                      |                                      |  |
| 7        | Abrafi      | Abrafi                               | 90                                   | Barwuah    | Barwuah    | Barwuah                              | Barwuah                              | 174                                  | Narh                                 | Narh        |   |                                      |                                      |  |
| 8        | Abrefa      | Abrefa                               | 91                                   | Banahene   | Banahene   | Banahene                             | Banahene                             | 175                                  | Nduom                                | Nduom       |   |                                      |                                      |  |
| 9        | Acheampong  | Acheampong                           | 92                                   | Bediako    | Bediako    | Bediako                              | Bediako                              | 176                                  | Nimo                                 | Nimoh       |   |                                      |                                      |  |
| 10       | Achamfour   | Achamfour                            | 93                                   | Bekoe      | Bekoe      | Bekoe                                | Bekoe                                | 177                                  | Nkansa                               | Nkansah     |   |                                      |                                      |  |
| 11       | Acquah      | Acquah                               | 94                                   | Bemah      | Bemah      | Bemah                                | Bemah                                | 178                                  | Nkrumah                              | Nkrumah     |   |                                      |                                      |  |
| 12       | Adade       | Adade                                | 95                                   | Boadi      | Boadi      | Boadi                                | Boadi                                | 179                                  | Nsiah                                | Nsiah       |   |                                      |                                      |  |
| 13       | Addai       | Addai                                | 96                                   | Boadu      | Boadu      | Boadu                                | Boadu                                | 180                                  | Nsonwah                              | Nsonwaa     |   |                                      |                                      |  |
| 14       | Addo        | Addo                                 | 97                                   | Boahen     | Boahen     | Boahen                               | Boahen                               | 181                                  | Nsor                                 | Nsor        |   |                                      |                                      |  |
| 15       | Adiyiah     | Adiyiah                              | 98                                   | Boakye     | Boakye     | Boakye                               | Boakye                               | 182                                  | Ntiamoa                              | Ntiamoah    |   |                                      |                                      |  |
| 16       | Adomah      | Adomah                               | 99                                   | Boamah     | Boamah     | Boamah                               | Boamah                               | 183                                  | Ntim                                 | Ntim        |   |                                      |                                      |  |
| 17       | Adomako     | Adomako                              | 100                                  | Boampong   | Boampong   | Boampong                             | Boampong                             | 184                                  | Ntow                                 | Ntow        |   |                                      |                                      |  |
| 18       | Adusei      | Adusei                               | 101                                  | Boasiako   | Boasiako   | Boasiako                             | Boasiako                             | 185                                  | Nuako                                | Nuako       |   |                                      |                                      |  |
| 19       | Adwubi      | Adwubi                               | 102                                  | Boateng    | Boateng    | Boateng                              | Boateng                              | 186                                  | Nkruamah                             | Nkruamah    |   |                                      |                                      |  |
| 20       | Afoakwah    | Afoakwah                             | 103                                  | Boatei     | Boatei     | Boatei                               | Boatei                               | 187                                  | Nyamekye                             | Nyamekye    |   |                                      |                                      |  |
| 21       | Afreh       | Afreh                                | 104                                  | Bonah      | Bonah      | Bonah                                | Bonah                                | 188                                  | Nyantah                              | Nyantah     |   |                                      |                                      |  |
| 22       | Afram       | Afram                                | 105                                  | Bonsu      | Bonsu      | Bonsu                                | Bonsu                                | 189                                  | Nyantakyi                            | Nyantakyi   |   |                                      |                                      |  |
| 23       | Afrane      | Afrane                               | 106                                  | Bonsra     | Bonsra     | Bonsra                               | Bonsrah                              | 190                                  | Nyarko                               | Nyarko      |   |                                      |                                      |  |
| 24       | Afrakoma    | Afrakomah                            | 107                                  | Brempong   | Brempong   | Brempong                             | Brempong                             | 191                                  | Obeng                                | Oteng       |   |                                      |                                      |  |
| 25       | Afrifa      | Afirifa                              | 108                                  | Busia      | Busia      | Busia                                | Busiah                               | 192                                  | Obuor                                | Obuor       |   |                                      |                                      |  |
| 26       | Afriyie     | Afriyie                              | 109                                  | Cofie      | Cofie      | Cuffee                               | Kofi                                 | 193                                  | Oduro                                | Oduro       |   |                                      |                                      |  |
| 27       | Afful       | Afful                                | 110                                  | Crentsil   | Crentsil   | Crentsil                             | Crentsil                             | 194                                  | Ofori                                | Ofori       |   |                                      |                                      |  |
| 28       | Ahinful     | Ahinful                              | 111                                  | Daako      | Daako      | Daako                                | Darko                                | 195                                  | Ofosu                                | Ofosu       |   |                                      |                                      |  |
| 29       | Arkorful    | Arkorful                             | 112                                  | Dankwah    | Dankwah    | Dankwah                              | Danquah                              | 196                                  | Ogyampah                             | Ogyampah    |   |                                      |                                      |  |
| 30       | Agyapong    | Agyapong                             | 113                                  | Danso      | Danso      | Danso                                | Danso                                | 197                                  | Ohemeng                              | Ohemeng     |   |                                      |                                      |  |
| 31       | Agyare      | Agyare                               | 114                                  | Dapaa      | Dapaa      | Dapaah                               | Depay                                | 198                                  | Ohene                                | Ohene       |   |                                      |                                      |  |
| 32       | Agyei       | Agyei                                | 115                                  | Diawuo     | Diawuo     | Diawuo                               | Diawuo                               | 199                                  | Okese                                | Okese       |   |                                      |                                      |  |
| 33       | Agyeman     | Agyemang                             | 116                                  | Donkor     | Donkor     | Donkoh                               | Dontoh                               | 200                                  | Okoromansah                          | Okoromansah |   |                                      |                                      |  |
| 34       | Aidoo       | Aidoo                                | 117                                  | Domfe      | Domfe      | Domfe                                | Domfe                                | 201                                  | Okyere                               | Okyere      |   |                                      |                                      |  |
| 35       | Akenten     | Akenteng                             | 118                                  | Dorkenoo   | Dorkenoo   | Dorkenoo                             | Dorkenoo                             | 202                                  | Omenah                               | Omenaa      |   |                                      |                                      |  |
| 36       | Akomeah     | Akomeah                              | 119                                  | Duah       | Duah       | Duah                                 | Duah                                 | 203                                  | Opambuor                             | Opambuor    |   |                                      |                                      |  |
| 37       | Akomfrah    | Akomfrah                             | 120                                  | Dufie      | Dufie      | Dufie                                | Dufie                                | 204                                  | Opare                                | Opare       |   |                                      |                                      |  |
| 38       | Akosah      | Akosah                               | 121                                  | Duodu      | Duodu      | Duodu                                | Duodu                                | 205                                  | Opoku                                | Opoku       |   |                                      |                                      |  |
| 39       | Akoto       | Akoto                                | 122                                  | Dwamena    | Dwamena    | Dwamena                              | Dwamenah                             | 206                                  | Oppong                               | Oppong      |   |                                      |                                      |  |
| 40       | Akuamoah    | Akuamoah                             | 123                                  | Dwomoh     | Dwomoh     | Dwomoh                               | Dwomoh                               | 207                                  | Opuni                                | Opuni       |   |                                      |                                      |  |
| 41       | Akuffo      | Akuffo                               | 124                                  | Ekuoba     | Ekuoba     | Ekuoba                               | Ekuoba                               | 208                                  | Osafo                                | Osafo       |   |                                      |                                      |  |
| 42       | Akrofi      | Akrofi                               | 125                                  | Enninful   | Enninful   | Enninful                             | Enninful                             | 209                                  | Osam                                 | Osam        |   |                                      |                                      |  |
| 43       | Akyaw       | Akyaw                                | 126                                  | Essien     | Essien     | Essien                               | Essien                               | 210                                  | Otuo                                 | Otuo        |   |                                      |                                      |  |
| 44       | Amakye      | Amakye                               | 127                                  | Farkyi     | Farkyi     | Farkyi                               | Farkyi                               | 211                                  | Osei                                 | Osei        |   |                                      |                                      |  |
| 45       | Amamfo      | Amamfo                               | 128                                  | Firikyi    | Firikyi    | Firikyi                              | Firikyi                              | 212                                  | Owoahene                             | Owoahene    |   |                                      |                                      |  |
| 46       | Amankona    | Amankonah                            | 129                                  | Fofie      | Fofie      | Fofie                                | Fofie                                | 213                                  | Owusu                                | Owusu       |   |                                      |                                      |  |
| 47       | Amankwah    | Amankwah                             | 130                                  | Fokuo      | Fokuo      | Fokuo                                | Fokuo                                | 214                                  | Oyiakwan                             | Oyiakwan    |   |                                      |                                      |  |
| 48       | Ameyaw      | Ameyaw                               | 131                                  | Fordjour   | Fordjour   | Fordjour                             | Fordjour                             | 215                                  | Paintsil                             | Paintsil    |   |                                      |                                      |  |
| 49       | Amissah     | Amissah                              | 132                                  | Forobuor   | Forobuor   | Forobuor                             | Forobuor                             | 216                                  | Pappoe                               | Pappoe      |   |                                      |                                      |  |
| 50       | Amoabeng    | Amoabeng                             | 133                                  | Fredua     | Fredua     | Fredua                               | Freduah                              | 217                                  | Peprah                               | Peprah      |   |                                      |                                      |  |
| 51       | Amoah       | Amoah                                | 134                                  | Fremah     | Fremah     | Fremah                               | Fremah                               | 218                                  | Pinaman                              | Pinaman     |   |                                      |                                      |  |
| 52       | Amoako      | Amoako                               | 135                                  | Frimpong   | Frimpong   | Frempon                              | Frempong                             | 219                                  | Poku                                 | Poku        |   |                                      |                                      |  |
| 53       | Amoateng    | Amoateng                             | 136                                  | Gyakari    | Gyakari    | Gyakari                              | Gyakari                              | 220                                  | Prempeh                              | Prempeh     |   |                                      |                                      |  |
| 54       | Amofah      | Amofah                               | 137                                  | Gyan       | Gyan       | Djan                                 | Djansi                               | 221                                  | Quainoo                              | Quainoo     |   |                                      |                                      |  |
| 55       | Ampadu      | Ampadu                               | 138                                  | Gyamera    | Gyamera    | Gyamera                              | Gyamerah                             | 222                                  | Quansah                              | Quansah     |   |                                      |                                      |  |
| 56       | Ampem       | Ampem                                | 139                                  | Gyamah     | Gyamah     | Gyamah                               | Gyaama                               | 223                                  | Safo                                 | Sarfo       |   |                                      |                                      |  |
| 57       | Ampofo      | Ampofo                               | 140                                  | Gyamfi     | Gyamfi     | Gyamfi                               | Gyamfi                               | 224                                  | Sakyi                                | Sakyi       |   |                                      |                                      |  |
| 58       | Amponsah    | Amponsah                             | 141                                  | Gyambibi   | Gyambibi   | Gyambibi                             | Gyambibi                             | 225                                  | Sarkodie                             | Sarkodie    |   |                                      |                                      |  |
| 59       | Amponsem    | Amponsem                             | 142                                  | Gyasi      | Gyasi      | Gyasi                                | Gyasi                                | 226                                  | Sarpei                               | Yartei      |   |                                      |                                      |  |
| 60       | Andoh       | Andoh                                | 143                                  | Gyeabuor   | Gyeabuor   | Gyeabuor                             | Gyeabuor                             | 227                                  | Sarpon                               | Sarpong     |   |                                      |                                      |  |
| 61       | Ankobiah    | Ankobiah                             | 144                                  | Gyimah     | Gyimah     | Gyimah                               | Gyimah                               | 228                                  | Sasraku                              | Sasraku     |   |                                      |                                      |  |
| 62       | Ankomah     | Ankomah                              | 145                                  | Inkoom     | Inkoom     | Inkoom                               | Inkoom                               | 229                                  | Siabuor                              | Siabuor     |   |                                      |                                      |  |
| 63       | Ankrah      | Ankrah                               | 146                                  | Karikari   | Karikari   | Karikari                             | Karikari                             | 230                                  | Siaw                                 | Siaw        |   |                                      |                                      |  |
| 147      | Katakyie    | Katakyie                             | 231                                  | Sika       | Sika       | Sika                                 | Sika                                 |                                      |                                      |             |   |                                      |                                      |  |
| 65       | Anokye      | Anokye                               | 148                                  | Kenu       | Kenu       | Kenu                                 | Kenu                                 | 232                                  | Sikafuo                              | Sikafuo     |   |                                      |                                      |  |
| 66       | Ansah       | Ansah                                | 149                                  | Koduah     | Koduah     | Koduah                               | Koduah                               | 233                                  | Sintim                               | Sintim      |   |                                      |                                      |  |
| 67       | Apori Antwi | Apori Antwi                          | 150                                  | Kokote     | Kokote     | Kokote                               | Kokote                               | 234                                  | Siriboe                              | Siriboe     |   |                                      |                                      |  |
| 68       | Apau        | Apau                                 | 151                                  | Konadu     | Konadu     | Konadu                               | Konadu                               | 235                                  | Soadwa                               | Soadwah     |   |                                      |                                      |  |
| 69       | Appiah      | Appiah                               | 152                                  | Koranten   | Koranten   | Koranten                             | Koranteng                            | 236                                  | Sowah                                | Sowah       |   |                                      |                                      |  |
| 70       | Asamoah     | Asamoah                              | 153                                  | Korsah     | Korsah     | Korsah                               | Korsah                               | 237                                  | Tagoe                                | Tagoe       |   |                                      |                                      |  |
| 71       | Asante      | Asantewaa                            | 154                                  | Kouassi    | Kouassi    | Kouassi                              | Kouassi                              | 238                                  | Takyi                                | Takyi       |   |                                      |                                      |  |
| 72       | Asare       | Asare                                | 155                                  | Kufuor     | Kufuor     | Kufuor                               | Kuffour                              | 239                                  | Tandoh                               | Tandoh      |   |                                      |                                      |  |
| 73       | Asenso      | Asenso                               | 156                                  | Kumankama  | Kumankama  | Kumankama                            | Kumankama                            | 240                                  | Tawiah                               | Tawiah      |   |                                      |                                      |  |
| 74       | Ashia       | Ashia                                | 157                                  | Kusi       | Kusi       | Kusi                                 | Kusiwaa                              | 241                                  | Tuffour                              | Tuffour     |   |                                      |                                      |  |
| Tutu     | Tutu        |                                      |                                      |            |            |                                      |                                      |                                      |                                      |             |   |                                      |                                      |  |
| 75       | Asiamah     | Asiamah                              | 158                                  | Kwaata     | Kwaata     | Kwaata                               | Kwaata                               | 242                                  | Twasam                               | Twasam      |   |                                      |                                      |  |
| 76       | Asiedu      | Asiedu                               | 159                                  | Kwakye     | Kwakye     | Kwakye                               | Kwakye                               | 243                                  | Tweneboa                             | Tweneboah   |   |                                      |                                      |  |
| 77       | Asomadu     | Asomadu                              | 160                                  | Kwateng    | Kwateng    | Kwateng                              | Kwarteng                             | 244                                  | Twerefuo                             | Twerefuo    |   |                                      |                                      |  |
| 77       | Asomaning   | Asomaning                            | 161                                  | Kwayie     | Kwayie     | Kwayie                               | Kwayie                               | 245                                  | Twum                                 | Twumasi     |   |                                      |                                      |  |
| 79       | Asubonteng  | Asubonteng                           | 163                                  | Kyekyeku   | Kyekyeku   | Kyekyeku                             | Kyekyeku                             | 247                                  | Wiafe                                | Wiredu      |   |                                      |                                      |  |
|          | Assumin     | Assuming                             |                                      | Kyem       | Kyem       | Kyem                                 | Kyem                                 |                                      |                                      |             |   |                                      |                                      |  |
| 80       | Ayeh        | Ayeh                                 | 164                                  | Kyereme    | Kyereme    | Kyereme                              | Kyereme                              | 248                                  | Yamoah                               | Yamoah      |   |                                      |                                      |  |
| 81       | Ayensu      | Ayensu                               | 165                                  | Kyerematen | Kyerematen | Kyerematen                           | Kyeremateng                          | 249                                  | Yankah                               | Yankah      |   |                                      |                                      |  |
| 82       | Ayew        | Ayew                                 | 166                                  | Kyerewa    | Kyerewa    | Kyerewa                              | Kyerewaa                             | 250                                  | Yeboah                               | Yeboah      |   |                                      |                                      |  |
| 83       | Awuah       | Awuah                                | 167                                  | Manso      | Manso      | Manso                                | Manso                                | 251                                  | Yiadom                               | Yiadom      |   |                                      |                                      |  |
| -------- | ----------- | ------------------------------------ | ------------------------------------ | ---------- | ---------- | ------------------------------------ | ------------------------------------ | ------------------------------------ | ------------------------------------ | ----------- | - | ------------------------------------ | ------------------------------------ |  |

## Sources
- JE Redden et N. Owusu (1963, 1995). Twi Basic Course . Foreign Service Institute (réimpression Hippocrène). (ISBN 0-7818-0394-2)
- Florence Abena Dolphyne (1996).  A Comprehensive Course in Twi (Asante) for the Non-Twi Learner . Accra : Ghana Universities Press. (ISBN 9964302452)